# Ms.OOJA
Ms.OOJA（ミス・オオジャ）は、日本の女性シンガーソングライター。所属事務所はNPP DEVELOP。レコード会社はユニバーサルミュージック。

## 概要
2011年2月に28歳でメジャーデビュー。｢遅咲きの歌姫｣とも称される。
2012年に発表した5thシングル｢Be...｣が配信合計100万ダウンロードを記録、｢Be...｣が収録された2ndアルバム｢Heart｣はオリコンアルバムデイリーチャート初登場1位を獲得し、知名度を上げるきっかけとなった。
シンガーソングライターとしての活動と並行して、他アーティストの楽曲カバーにも積極的に取り組みライフワークとしている。EXILE｢Ti Amo｣、中西保志｢最後の雨｣はYouTube再生回数800万回、松原みき｢真夜中のドア〜Stay With Me｣はYouTube再生回数400万回を超えて話題となった。
デビュー翌年2012年1月から北海道のFM局｢FM North Wave｣にて開始したラジオ番組(現｢サタパン｣)は、放送時間や番組名の変遷を経て放送回数555回を超え、番組開始から10年以上続く長寿番組となっており、ラジオパーソナリティとしての活躍も続いている。

## 経歴

### 歌手活動まで
1982年10月28日に、三重県四日市市で4人兄弟（弟2人・妹1人）の長女として生まれる。17歳から歌手を志して歌い始めた。四日市市の高校を卒業後、中部近鉄百貨店四日市店（当時）でアパレル店員として働きながら、名古屋のクラブシーンで活動を開始する。そこで約10年歌い続け、28歳でメジャーデビューを果たした。音楽を始める前はダンスを習っていた。

### 2006年 - 2010年：インディーズ時代
2006年7月にインディーズでデビュー。同年名古屋市に移住し、同市内の百貨店で働いた。
2009年5月20日、ラッパーEL LATINOとのユニット「EL LATINO & Ms.OOJA」としてインディーズアルバム｢Impact｣を発売する。沢田知可子の「会いたい」のカバー曲を収録。
2010年1月、インディーズソロアルバム｢Ms.OOJA｣をリリース、8,000枚を越える売上を記録。
たくさんのアーティストが出るクラブのイベントに、その後彼女を担当することになるユニバーサルミュージックのスタッフが観に来ていて、彼女に目を留めたのがきっかけで、メジャー・デビューの話が決まった。他のレーベルからもデビューの話が来ていたが、一番熱意のあったユニバーサルに決めた。そこからデビューまでは約1年を要した。

### 2011年 - 2020年：メジャーデビュー
2011年2月16日｢It's OK｣でユニバーサルシグマからメジャーデビュー。レコチョククラブ・うたデイリーで1位を獲得。
2012年2月29日に発売された5枚目のシングル｢Be...｣はTBS系ドラマ「恋愛ニート〜忘れた恋のはじめ方」の主題歌のために書き下ろされ、配信合計100万ダウンロードを突破し大ヒット、年間ランキングにおいてレコチョク年間ランキング7位、iTunes年間ランキング12位にランクインした。
2014年11月12日にリリースしたJAY'ED「また君と feat. Ms.OOJA」はWeiboなど中国のSNS上で「名曲」「生で聴いてみたい大好きな1曲」とされるなど多くの強い支持を受け続けた(中国語訳題:再度和你)。リリースから7年後の2021年7月に、Ms.OOJAが2018年時のJAY'EDとの共演ライブ映像を中国語と日本語の歌詞テロップ入りでYouTube上に公開したところ、4ヶ月で100万回再生を超えた。
2016年3月、メジャーデビュー5周年記念コンピレーション・アルバム「Ms.OOJA THE BEST「あなたの主題歌」」がiTunes週間アルバムランキング1位を獲得したことを記念し、4日間限定で芸名を「ミス王者」に改名した。

### 2021年 - 現在：メジャーデビュー10周年以降
2021年2月16日にメジャーデビュー10周年を迎え「はじまりの時」をリリース、翌月から7ヶ月連続で毎月16日にデジタル配信シングルを発表、2022年2月16日に10周年記念コンピレーションアルバム｢10th Anniversary Best 〜私たちの主題歌〜｣(3枚組)をリリースした。
2022年3月27日、10周年を記念した日本武道館単独講演｢Ms.OOJA 10th Anniversary Live -はじまりの時- in 日本武道館｣を開催。これまでに楽曲共演したAK-69、黒沢薫(ゴスペラーズ)、JAY'ED、小渕健太郎(コブクロ)等がゲスト出演した。
2022年のプロ野球シーズンでは、ナゴヤドームで中日ドラゴンズが勝利した試合後のハイライト映像のBGMに｢Baby Don't Know Why｣が採用され、6月17日にはMs.OOJAが始球式を務めた。9月21日、大阪府警曽根崎警察署の一日署長を務めた。

## 人物

### 人物像
- 身長173cm。
- 好きな食べ物はレバ刺し[15]。好きな飲み物はビール。
- 芸名は、本名にちなんだものであるが、その詳細については公表していない[36]。デビュー時に｢名古屋のリアルが生んだ歌姫｣と紹介されている[37]。
- 名前の読みは「ミス・オオジャ」[38]。芸名は本名を並べ替えて付けられた。本名に関係している名前がいいと思い、名前の響きも本名から取っている。また「ミス･オオジャ」で検索しても他に出てこないのも決め手だった[19][39]。
- 本名非公開[40]、愛称は、おじゃ、オージェイ、Ms。
- Ms.OOJAを名乗る前は、ANN’という芸名で活動していた。こちらはあだ名からきている[41]。2005年にEL LATINOとユニットを組み始めたのがきっかけで改名した[38]。
- 仲の良いアーティストはEL LATINO、twenty4-7のMIKA、山口リサ、ANTY the 紅乃壱[42]。
- 最初に買ったCDは華原朋美の「I'm proud」[42]。
- 好きな作家は伊坂幸太郎、東野圭吾、村上龍など[15]。好きな漫画は「ろくでなしBLUES」、「スラムダンク」[17]。
- 好きな芸能人はダウンタウン[42]。
- 愛猫家で「ぶーこ」という名のエキゾチックショートヘアを飼っており、たびたびSNSに登場している[43]。

### 音楽性
- 一番影響を受けたのはメアリー・J. ブライジとアリシア・キーズ[15]。リスペクトしているアーティストは、その二人のほかにケリー・ヒルソン、邦楽では宇多田ヒカル、根本要およびスターダストレビュー、佐藤竹善およびSING LIKE TALKING、秦基博など[41][44]。

### 観光大使

#### 四日市市観光大使
- 2013年1月より｢四日市市観光大使｣を務めている[45]。2012年に成立した四日市市観光大使設置条例を受けて、四日市市初の観光大使として選ばれた5名のうちの1名に選出された(Ms.OOJA(シンガーソングライター)、瀬木直貴(映画監督)、加藤歩(お笑い芸人)、桂福團治(落語家)、川村昌弘(プロゴルファー))。

#### みえの国観光大使
- 2013年10月より｢みえの国観光大使(三重県観光大使)｣を務めている[46][47][48]。2016年に実施された三重県｢結婚ポジティブキャンペーン夫婦恋人の絆応援プロジェクト｣キャンペーンソングに「It's OK」が採用された[49][50]。

## ディスコグラフィ

### シングル
| #    | 発売日         | タイトル                                     | 規格品番  | 最高順位 | 最高順位 | 最高順位  | 初収録アルバム           |
| #    | 発売日         | タイトル                                     | 規格品番  | オリコン | RIAJ DL  | Billboard | 初収録アルバム           |
| ---- | -------------- | -------------------------------------------- | --------- | -------- | -------- | --------- | ------------------------ |
| 1st  | 2011年02月16日 | It's OK                                      | UMCK-5309 | 127位    |          | -         | Voice                    |
| 2nd  | 2011年04月13日 | Life                                         | UMCK-5321 | 050位    | 21位     | 002位     | Voice                    |
| 3rd  | 2011年05月25日 | Cry day...                                   | UMCK-5328 | 100位    |          | 049位     | Voice                    |
| 4th  | 2011年09月28日 | ジレンマ 〜I'm your side〜                   | UMCK-5344 | 081位    |          | 055位     | Heart                    |
| 5th  | 2012年02月29日 | Be...                                        | UMCK-5369 | 020位    | 001位    | 003位     | Heart                    |
| 6th  | 2012年04月18日 | My Way                                       | UMCK-5375 | 050位    |          | 015位     | Heart                    |
| 7th  | 2012年10月17日 | ギブス/見上げてごらん夜の星を                | UMCK-5402 | 099位    |          | 011位     | Woman -Love Song Covers- |
| 8th  | 2013年03月09日 | 30                                           | UMCK-5424 | 049位    |          | 012位     | Faith                    |
| 9th  | 2013年05月22日 | ANSWER                                       | UMCK-5431 | 106位    |          | 038位     | Faith                    |
| 10th | 2014年05月14日 | また恋をすることなど                         | UMCK-5477 | 060位    |          | 045位     | Color                    |
| 11th | 2016年09月14日 | あなたに会えなくなる日まで/You are Beautiful | UMCK-5610 | 035位    |          | 059位     | Again                    |

#### 配信限定シングル
| #    | 配信開始日     | タイトル                   | 規格                   | 最高順位                 | 初収録アルバム                           |
| #    | 配信開始日     | タイトル                   | 規格                   | Billboard Download Songs | 初収録アルバム                           |
| ---- | -------------- | -------------------------- | ---------------------- | ------------------------ | ---------------------------------------- |
| 1st  | 2015年06月24日 | 花                         | デジタル・ダウンロード |                          | Again                                    |
| 2nd  | 2020年02月05日 | Hikari                     | デジタル・ダウンロード |                          | PRESENT                                  |
| 3rd  | 2020年04月11日 | Heroes                     | デジタル・ダウンロード | 093位                    | PRESENT                                  |
| 4th  | 2021年02月16日 | はじまりの時               | デジタル・ダウンロード |                          | PRESENT                                  |
| 5th  | 2021年03月16日 | FLY                        | デジタル・ダウンロード |                          | PRESENT                                  |
| 6th  | 2021年04月16日 | 星降る夜に                 | デジタル・ダウンロード |                          | PRESENT                                  |
| 7th  | 2021年05月16日 | I Remember You feat. AK-69 | デジタル・ダウンロード |                          | PRESENT                                  |
| 8th  | 2021年06月16日 | Sweet Home                 | デジタル・ダウンロード |                          | PRESENT                                  |
| 9th  | 2021年07月16日 | あなたが決めた今日なら     | デジタル・ダウンロード |                          | PRESENT                                  |
| 10th | 2021年08月16日 | Cold Kiss                  | デジタル・ダウンロード |                          | PRESENT                                  |
| 11th | 2021年09月16日 | 鐘が鳴る                   | デジタル・ダウンロード | 081位                    | PRESENT                                  |
| 12th | 2021年11月16日 | 鐘が鳴る(Acoustic Ver.)    | デジタル・ダウンロード |                          | non-album single                         |
| 13th | 2021年12月16日 | Who Are You                | デジタル・ダウンロード |                          | 10th Anniversary Best 〜私たちの主題歌〜 |
| 14th | 2022年01月16日 | Open door                  | デジタル・ダウンロード |                          | 10th Anniversary Best 〜私たちの主題歌〜 |
| 15th | 2023年07月26日 | Desert                     | デジタル・ダウンロード |                          | 40                                       |
| 16th | 2023年08月09日 | True                       | デジタル・ダウンロード |                          | 40                                       |
| 17th | 2023年08月23日 | Epilogue                   | デジタル・ダウンロード |                          | 40                                       |
| 18th | 2024年02月01日 | We are Stars               | デジタル・ダウンロード |                          |                                          |
| 19th | 2024年10月23日 | Hidamari                   | デジタル・ダウンロード |                          |                                          |

### アルバム

#### オリジナルアルバム
| #    | 発売日         | タイトル | 規格品番     | 最高順位 | 最高順位  |
| #    | 発売日         | タイトル | 規格品番     | オリコン | Billboard |
| ---- | -------------- | -------- | ------------ | -------- | --------- |
| -    | 2010年01月20日 | Ms.OOJA  | XNWS-10002/B | 109位    |           |
| 1st  | 2011年06月22日 | VOICE    | UMCK-1397    | 025位    |           |
| 2nd  | 2012年05月09日 | HEART    | UMCK-1416    | 004位    |           |
| 3rd  | 2013年06月12日 | FAITH    | UMCK-1451    | 016位    |           |
| 4th  | 2014年06月11日 | COLOR    | UMCK-1481    | 026位    |           |
| mini | 2015年06月17日 | 翼       | UMCK-1511    | 023位    | 47位      |
| 5th  | 2016年11月16日 | AGAIN    | UMCK-1557    | 023位    | 22位      |
| 6th  | 2018年02月07日 | PROUD    | UMCK-1589    | 014位    | 13位      |
| ep   | 2018年10月24日 | Stories  | UMCK-1608    | 031位    | 22位      |
| 7th  | 2019年08月07日 | SHINE    | UMCK-1634    | 018位    | 23位      |
| 8th  | 2021年10月06日 | PRESENT  | UMCK-1700    | 015位    | 14位      |
| 9th  | 2023年09月06日 | 40       | UMCK-1757    | 034位    | 29位      |

#### カバーアルバム
| #   | 発売日         | タイトル                             | 規格品番                                | 最高順位 | 最高順位  |
| #   | 発売日         | タイトル                             | 規格品番                                | オリコン | Billboard |
| --- | -------------- | ------------------------------------ | --------------------------------------- | -------- | --------- |
| 1st | 2012年11月07日 | WOMAN -Love Song Covers-             | UMCK-1433                               | 10位     |           |
| 2nd | 2013年11月06日 | MAN -Love Song Covers 2-             | UMCK-1463                               | 12位     |           |
| 3rd | 2014年11月26日 | WOMAN 2 〜Love Song Covers〜         | UMCK-1500                               | 31位     |           |
| 4th | 2015年08月19日 | THE HITS 〜No.1 SONG COVERS〜        | UMCK-1517                               | 19位     | 16位      |
| 5th | 2017年05月03日 | Ms. OOJAの、いちばん泣けるドリカム   | UMCK-1565                               | 16位     | 11位      |
| 6th | 2020年08月26日 | 流しのOOJA 〜VINTAGE SONG COVERS〜   | UMCK-1664                               | 31位     | 21位      |
| 7th | 2022年09月21日 | 流しのOOJA 2 〜VINTAGE SONG COVERS〜 | PDCS-1930 UMCK-1723                     | 19位     | 16位      |
| 8th | 2024年04月17日 | 流しのOOJA 3 〜 VINTAGE SONG COVERS  | PDCS-1933（限定盤） UMCK-1765（通常盤） | 12位     | 12位      |

#### コンピレーションアルバム
| #   | 発売日         | タイトル                                 | 規格品番                      | 最高順位 | 最高順位  |
| #   | 発売日         | タイトル                                 | 規格品番                      | オリコン | Billboard |
| --- | -------------- | ---------------------------------------- | ----------------------------- | -------- | --------- |
| 1st | 2016年03月09日 | Ms.OOJA The Best「あなたの主題歌」       | UMCK-9812                     | 7位      | 5位       |
| 2nd | 2020年07月31日 | Best & Coupling Covers                   | 配信限定                      |          |           |
| 3rd | 2022年02月16日 | 10th Anniversary Best 〜私たちの主題歌〜 | UMCK-1708 UMCK-1709 UMCK-1710 | 22位     | 27位      |

### 参加作品

#### 客演
| 発売日         | 作品名                                                                         | アーティスト名         | 収録作品                                                                             |
| -------------- | ------------------------------------------------------------------------------ | ---------------------- | ------------------------------------------------------------------------------------ |
| 2012年05月23日 | 朝焼け feat. Ms.OOJA                                                           | HYENA                  | アルバム「Lyrical Pimpsta（リリカル・ピンプスタ）」                                  |
| 2012年08月08日 | Love is... feat. Ms.OOJA                                                       | HOME MADE 家族         | シングル「Love is... feat. Ms.OOJA」 アルバム「3RISE」                               |
| 2014年03月26日 | Winter Song                                                                    | Various Artists        | トリビュートアルバム「私とドリカム -Dreams Come True 25th Anniversary Best Covers-」 |
| 2014年10月22日 | しあわせ feat. Ms.OOJA & SALU                                                  | SPICY CHOCOLATE        | アルバム「渋谷純愛物語」                                                             |
| 2014年11月12日 | また君と feat. Ms.OOJA                                                         | JAY'ED                 | デジタルシングル｢また君と feat. Ms.OOJA｣ アルバム｢JAY'ED WORKS｣                      |
| 2015年05月01日 | I'll be there feat. Ms.OOJA & SPICY CHOCOLATE                                  | KEITA                  | デジタルシングル                                                                     |
| 2015年10月28日 | 愛とは… duet with Ms.OOJA                                                      | 黒沢薫（ゴスペラーズ） | シングル「Supernova duet with 三浦大知」                                             |
| 2016年08月24日 | キミと未来 feat. Ms.OOJA & 寿君                                                | SPICY CHOCOLATE        | 配信限定シングル                                                                     |
| 2016年11月09日 | Fun Fun Christmas feat. Ms.OOJA                                                | Various Artists        | コンピレーションアルバム「Francfranc Presents Jewels of Snow -Christmas Songs-」     |
| 2017年07月07日 | さよならを待ってる                                                             | Various Artists        | トリビュートアルバム「The Best Covers of Dreams Come True ドリウタ Vol.1」           |
| 2019年10月23日 | YES-YES-YES                                                                    | Various Artists        | トリビュートアルバム「オフコース・クラシックス」                                     |
| 2019年11月06日 | YOU&I                                                                          | Various Artists        | トリビュートアルバム「Another Voice -Full of Harmony Tribute Album-」                |
| 2022年02月01日 | 1.Still Dreamin' 2.Do You Wanna Dance? 3.Let's Go 6.オペラ 9.Rock & Soul Music | 布袋寅泰               | アルバム「Still Dreamin'」収録曲のうち5曲でバッキングボーカルで参加 。               |

#### 共作
| 発売日         | 作品名                      | 名義                | 区分     |
| -------------- | --------------------------- | ------------------- | -------- |
| 2009年05月20日 | Impact                      | El Latino & Ms.OOJA | アルバム |
| 2010年09月08日 | Minority of Society -S.O.S- | El Latino & Ms.OOJA | アルバム |
| 2011年12月21日 | The Best                    | El Latino & Ms.OOJA | アルバム |

### タイアップ
| 曲名                       | タイアップ                                                                                         |
| -------------------------- | -------------------------------------------------------------------------------------------------- |
| It's OK                    | 近鉄パッセ「Pass'e Refresh spring!」CMソング(2011年2月28日-3月12日)                                |
| It's OK                    | 三重県「結婚ポジティブキャンペーン」テーマソング(2016年)                                           |
| Life                       | 日本テレビ「iCon」2011年4月度エンディングテーマ                                                    |
| Cry day...                 | TBS系「あらびき団」エンディングテーマ                                                              |
| ジレンマ 〜I'm your side〜 | テレビ東京系「流派-R」2011年9月度エンディングテーマ                                                |
| Be...                      | TBS系ドラマ「恋愛ニート〜忘れた恋のはじめ方」主題歌                                                |
| Be...                      | テレビ東京系「流派-R」2012年2月度オープニングテーマ                                                |
| Be...                      | 毎日放送「MUSIC EDGE + Osaka Style」2012年2月度エンディングテーマ                                  |
| My Way                     | 日本テレビ系「ハッピーMusic」2012年4月度オープニングテーマ                                         |
| My Way                     | テレビ東京系「JAPAN COUNTDOWN」2012年4月度エンディングテーマ                                       |
| My Way                     | 全国専門学校広報研究会CMソング(2012年)                                                             |
| Letter                     | 九州新幹線全線開業・JR博多シティ1周年記念キャンペーンイメージソング                                |
| Love's Here                | 全国専門学校広報研究会CMソング(2013年)                                                             |
| 30                         | テレビ東京「DANCE@TV」エンディングテーマ                                                           |
| 30                         | UHB「U型テレビ」2013年3月エンディングテーマ                                                        |
| Ti Amo                     | HTB「夢チカ18」2013年11月度オープニングテーマ                                                      |
| Ti Amo                     | HTB「情報マルシェ」2013年11月度エンディングテーマ                                                  |
| Ti Amo                     | HTB「イチオシ!プラス」2013年11月度エンディングテーマ                                               |
| Ti Amo                     | テレビ愛知「a-ha-N」2013年11月度エンディングテーマ                                                 |
| また恋をすることなど       | ディノス「フジテレビフラワーネット」CMソング                                                       |
| また恋をすることなど       | ハウステンボス 初夏の光の王国 CMソング                                                             |
| ワンモアタイム             | 「全国専門学校広報研究会」CMソング(2014年)                                                         |
| 歩道橋                     | 中部電力「全力の電力。」CMソング（2014年8月）                                                      |
| 翼                         | 映画「天の茶助」主題歌                                                                             |
| Newday                     | 全国専門学校広報研究会CMソング（2015年6月-7月）                                                    |
| I'm Alive                  | 全国専門学校広報研究会CMソング（2016年）                                                           |
| 花                         | TBS系ドラマ「シメシ」主題歌                                                                        |
| 花                         | 中部電力「全力の電力。」CMソング（2015年8月22日-）                                                 |
| Footprint                  | 「東京海上日動」CMソング（2016年11月-）                                                            |
| Lovin' You                 | ハウステンボス「光の王国」CMソング（2016年11月-）                                                  |
| You are Beautiful          | テレビ愛知「a-ha-N」2016年12月度エンディングテーマ                                                 |
| You are Beautiful          | Amazonオリジナルドラマ｢福家堂本舗-Kyoto Love Story-｣エンディングテーマ                             |
| One Way～On My Own～       | 中部電力「全力の電力。」CMソング（2017年3月1日-）                                                  |
| Brave                      | 全国専門学校広報研究会CMソング（2017年4月20日-）                                                   |
| Be myself                  | 中部電力「全力の電力。」CMソング（2018年1月-）                                                     |
| 星をこえて                 | 中部電力「全力の電力。」CMソング（2019年1月-）                                                     |
| Love Song                  | 中部電力「全力の電力。」CMソング（2020年1月-）                                                     |
| Hikari                     | 東映映画「犬鳴村」主題歌(2020年2月)                                                                |
| はじまりの時               | 中部電力「全力の電力。」CMソング（2021年3月-）                                                     |
| Sweet Home                 | アサヒグローバルホームCMソング(2021年6月1日-)                                                      |
| Open Door                  | 中部電力「全力の電力。」CMソング（2022年4月-）                                                     |
| Baby Don't Know Why        | 中日ドラゴンズ勝利試合ハイライト動画BGM（2022年4月-）                                              |
| 光射す方へ                 | 映画「KATACHI」主題歌(2022年10月)                                                                  |
| We are Stars               | バレーボールチーム「北海道イエロースターズ」公式応援ソング（2024年）                               |
| Hidamari                   | テレビアニメ「妻、小学生になる。」エンディングテーマ（2024年10月-12月）                            |
| まだ知らないストーリー     | アニメ『白豚貴族ですが前世の記憶が生えたのでひよこな弟育てます』エンディングテーマ（2025年4月 - ） |

## メディア出演

### テレビ
- ｢a-ha-N」(テレビ愛知)ゲスト出演(2011年2月27日)[146]
- ｢BOMBER-E」(名古屋テレビ)It's OKのライブ(2011年3月2日)
- ｢流派-R」(テレビ東京)インタビュー出演(2011年3月4日)
- ｢ハッピーMusic」(日本テレビ)ぷち観音が新曲のLifeを紹介(2011年4月9日)
- ｢サタテン」(NHK名古屋放送局)スタジオライブ出演(2011年6月17日)
- ｢プレミアMelodiX!」(テレビ東京)(2012年2月25日[147]、2013年3月5日、2014年6月3日、2015年5月17日[148]、2015年6月8日[149])
- ｢NEXT STAGE」(テレビ東京)(2013年11月4日)[150]
- ｢前略、大徳さん｣ (中京テレビ)(2013年11月17日)[151]
- ｢水曜歌謡祭」(FNS)ゲストおよび水曜シンガーズとして出演(2015年4月15日[152]、2015年4月22日[153]、2015年5月6日[154]、2015年5月20日[155]、2015年6月3日[156]、2015年6月10日[157]、2015年6月17日[158]、2015年7月8日[159]、2015年7月22日[160]、2015年8月19日[161])
- ｢超流派」(テレビ東京)(2015年5月1日)[162]
- ｢あらあらかしこ」(仙台放送)(2015年8月15日[163])
- ｢新・BS日本のうた」(NHK)(2015年8月16日[164]、2018年2月4日[165])
- ｢情熱大陸ライブ事後特番」(MBS)(2015年9月6日[166])
- ｢情熱大陸 Special Live Summer Time Bonanza'15」(TBS)(2015年9月30日[166])
- ｢ゴジカル!」(四国放送)(2015年10月19日[167])
- ｢イチオシ!」(北海道テレビ放送)ゲスト出演(2016年2月19日、2018年2月1日[168])
- ｢ドデスカ！ナイト」(メーテレ)(2016年2月27日[169]、2016年3月5日、2016年4月30日)
- ｢私だけのドリカム THE LIVE in 万博公園」(MBS)(2016年7月29日[170])
- ｢デルサタ」(メーテレ)(2016年11月19日[171]、2017年5月6日[172]、2018年2月10日[168]、2018年11月10日[173]、2019年8月17日[174])
- ｢メ～テレ開局55周年記念番組 AGAIN～歌姫Ms.OOJA 5年目の再出発～」(メーテレ)(2016年11月29日[175])
- ｢MBS SONG TOWN」(MBS)(2016年12月1日[176]、2018年3月29日[177])
- ｢FNS歌謡祭」(FNS)(2016年12月14日[178])
- ｢関ジャニ∞のTheモーツァルト音楽王No,1決定戦」(テレビ朝日)(2017年5月5日[172][179])
- ｢Love music」(フジテレビ)(2017年9月17日[180])
- ｢トコトン掘り下げ隊!生き物にサンキュー!!」(TBS)(2018年1月10日[181])
- ｢ドデスカ!」(メ～テレ)(2018年2月2日[168]、2018年11月5日[173]、2022年2月28日[182])
- ｢a-NN♪」(テレビ愛知)(2018年2月18日[168]、2018年11月18日[173]、2019年8月25日[183])
- ｢NUDEな音楽」(北海道文化放送)(2018年2月18日[184]、2020年5月2日[185])
- ｢チャートバスターズR!」(RKB)(2018年3月3日[186])
- ｢ゴゴスマ」(CBC)(2018年10月31日[187])
- ｢音ドキッ!」(HBC)(2018年11月10日[188]、2019年8月24日[189]、2019年9月7日[190]、2019年12月30日[191])
- ｢JTB presents 王様の冒険」(BSスカパー)(2019年6月1日、2019年6月8日、2019年6月15日、2019年6月22日[192][193][194][195])
- ｢Play List」(TBS)(2019年7月30日[196]、2021年10月26日[197])
- ｢よみぃ×ふみTV」(UHB)(2020年10月9日[198][199])
- ｢うたコン」(NHK)(2021年2月2日[200]、2021年2月23日[201]、2022年3月8日[202]、2022年9月13日[203])
- ｢Uta-Tube」(NHK)(2021年10月16日[204])
- ｢第4回AKB48グループ歌唱力No.1決定戦」(TBS)審査員(2022年1月12日[205][206])
- ｢<MUSIC:S>Ms.OOJA はじまりの時 -Listen to Voice-」(BSフジ)(2022年1月29日[207][208])
- ｢ミュージック・ジャパンTV」(スカパー!プレミアムサービス)(2022年3月12日[209][210])
- 「Hit Song Makers」(BSフジ)(2022年3月19日「City Popスペシャル」[211])
- ｢MUSIC WOLF TV」(NBC)(2022年3月20日[212])
- ｢えっ!?ボクがプロデューサーですか?(仮)｣(OHK)(2022年6月22日[213])
- ｢まるっと!みえ」(NHK津放送局)(2022年9月30日[214])

### ラジオ
- 「Love Panther」(ZIP-FM)(2011年2月4日-2018年3月27日・火曜日 25:00-25:30[215])
- 「E∞Tracks Selection Ms.OOJAのオジャパメン」(FM OSAKA)(2011年7月12日-12月27日・隔週火曜日 21:00-21:30)
- 「Slow Jam」(Fm Yokohama)(2011年12月6日-2012年12月25日・火曜日 25:00-25:30)
- 「Ms.OOJA Friday Panther」(FM North Wave)(2012年1月6日-2014年3月28日・金曜日 22:00-23:00)
- 「Ms.OOJA Saturday Panther」(FM North Wave)(2014年4月5日-2018年3月31日・土曜日 17:00-18:00)
- 「Ms.OOJA サタパン」(FM North Wave)(2018年4月7日- ・土曜日 17:00-18:00)[216]
- 「Radio3 Artist Select Ms.OOJAのOOJAまします」(レディオキューブFM三重)(2014年4月5日-2015年3月29日・日曜日 17:10頃｢Radio3 Single Top 30｣内)
- 「Letter for You」(レディオキューブFM三重)(2015年4月5日-2018年9月30日・日曜日 17:40頃｢radio3 Best Mix Sunday｣内[217] )
- 「ハッシン!～Mie Aartist Voice～」(レディオキューブFM三重)(2021年11月2日-2022年3月1日 ・毎月第一火曜日 17:25-[218][219])

### 新聞記事
- 「中日スポーツ」(2011年2月27日) - ｢百貨店販売員から歌姫 Ms.OOJA 本名もじってます｣の記事が掲載

### 雑誌
- 「FLOOR net Vol.146 4月号」 Factry、2011年3月1日、ASIN B004PEEWD8
- 「東海ウォーカー 3月22日号」 角川書店、2011年3月8日